# 8595 Дуґаллі
8595 Дуґаллі  (8595 Dougallii) — астероїд головного поясу, відкритий 26 березня 1971 року.
Тіссеранів параметр щодо Юпітера — 3,321.